# Some Enchanted Evening (песня)
«Some Enchanted Evening» («В один из волшебных вечеров») — песня Ричарда Роджерса на слова Оскара Хаммерстайна II из их мюзикла «Юг Тихого океана» (впервые поставленного на Бродвее в 1949 году).
Действие мюзикла происходит во время Второй мировой войны на острове в южной части Тихого океана, где дислоцирован отряд военно-морского флота США. Песня исполняется главным мужским персонажем французским плантатором Эмилем Ле-Беком. Это песня о любви. Он поёт её, когда влюбляется в Нелли Форбуш, медсестру американского флота.

## Признание
Песня «Some Enchanted Evening» (в версии из вышедшего на экраны в 1958 году фильма «Юг Тихого океана») находится на 28-м месте списка « 100 лучших песен из американских фильмов », подготовленного Американским институтом киноискусства (AFI) в 2004 году. Главного героя в фильме играет Россано Брацци, песни же за него записал Джорджо Тоцци.